# Clarkdale
Clarkdale es un pueblo ubicado en el condado de Yavapai en el estado estadounidense de Arizona. En el Censo de 2010 tenía una población de 4097 habitantes y una densidad poblacional de 149,67 personas por km².

## Geografía
Clarkdale se encuentra ubicado en las coordenadas 34°44′54″N 112°3′31″O / 34.74833, -112.05861. Según la Oficina del Censo de los Estados Unidos, Clarkdale tiene una superficie total de 27.37 km², de la cual 26.99 km² corresponden a tierra firme y (1.39%) 0.38 km² es agua.

## Demografía
Según el censo de 2010, había 4.097 personas residiendo en Clarkdale. La densidad de población era de 149,67 hab./km². De los 4.097 habitantes, Clarkdale estaba compuesto por el 86.16% blancos, el 0.93% eran afroamericanos, el 6.08% eran amerindios, el 0.46% eran asiáticos, el 0.2% eran isleños del Pacífico, el 3.73% eran de otras razas y el 2.44% pertenecían a dos o más razas. Del total de la población el 13.4% eran hispanos o latinos de cualquier raza.